# ALFA 12 HP
La 12 HP è la seconda vettura prodotta dall'ALFA, ovvero la casa automobilistica che in seguito sarebbe diventata l'Alfa Romeo, dal 1910 al 1911. Questa vettura inaugurò la gloriosa tradizione sportiva della casa milanese con una vittoria al Primo Concorso di Regolarità di Modena del 1911.

## Storia del modello
La 12 HP è una versione più piccola del primo modello prodotto dall'ALFA, la 24 HP, e come su quest'ultima, i 12 HP nel nome si riferiscono alla potenza fiscale. La vettura, progettata da Giuseppe Merosi, fu lanciata sul mercato per proporre una vettura più economica e meno impegnativa rispetto alla sorella maggiore e ne riprende l'impostazione tecnica di base.
La 12 HP è dotata di un motore quattro cilindri in linea 2413 cm³ di cilindrata (alesaggio x corsaː 80 x 120 mm), con monoblocco e testata fissa in ghisa e distribuzione a valvole laterali comandate da un albero a camme nel basamento mosso da ingranaggi che eroga una potenza di 22 CV a 2.100 giri/min. La potenza viene trasmessa alle ruote posteriori mediante un cambio a tre marce (anziché quattro) collegato al motore da un giunto cardanico. Le ruote a raggi in legno montano pneumatici da 790x90 mm. La carreggiata, sia anteriore che posteriore, è di 1300 mm mentre i freni a tamburo agiscono solo sulle ruote posteriori.
La vettura, disponibile in versione torpedo o come autotelaio, raggiungeva una velocità massima di 90 km/h ed era in vendita a 9.500 lire. Già nel 1912 la 12 HP venne sostituita dalla 15 HP, ovvero la 12 HP serie "B".

### La 12 HP "corsa"

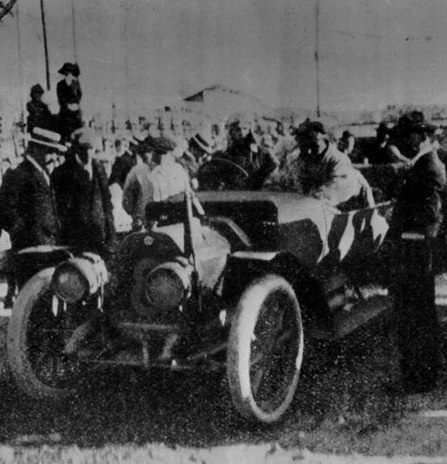
Franchini e Campari, Modena, 23 Aprile 1911

La 12 HP fu la prima ALFA, e di conseguenza la prima Alfa Romeo, ad essere impiegata ufficialmente nelle competizioni, precedendo di qualche mese il debutto della 24 HP alla Targa Florio. L'ALFA decise di partecipare al Primo Concorso di Regolarità di Modena del 1911, una gara di regolarità su 1500 km da percorrersi in una settimana senza eseguire interventi meccanici sulle vetture.
Giuseppe Merosi preparò una vettura con carrozzeria quattro Baquets e 3 CV di potenza in più nel motore per affidarle all'esperto collaudatore Nino Franchini e all'esordiente Giuseppe Campari. Dopo una settimana di corsa l'ALFA giunse per prima al traguardo insieme ad altre 7 vetture non penalizzate su 19 partite. Da quest'affermazione nacque la grande tradizione sportiva dell'Alfa Romeo.